# Вуглесортувальня

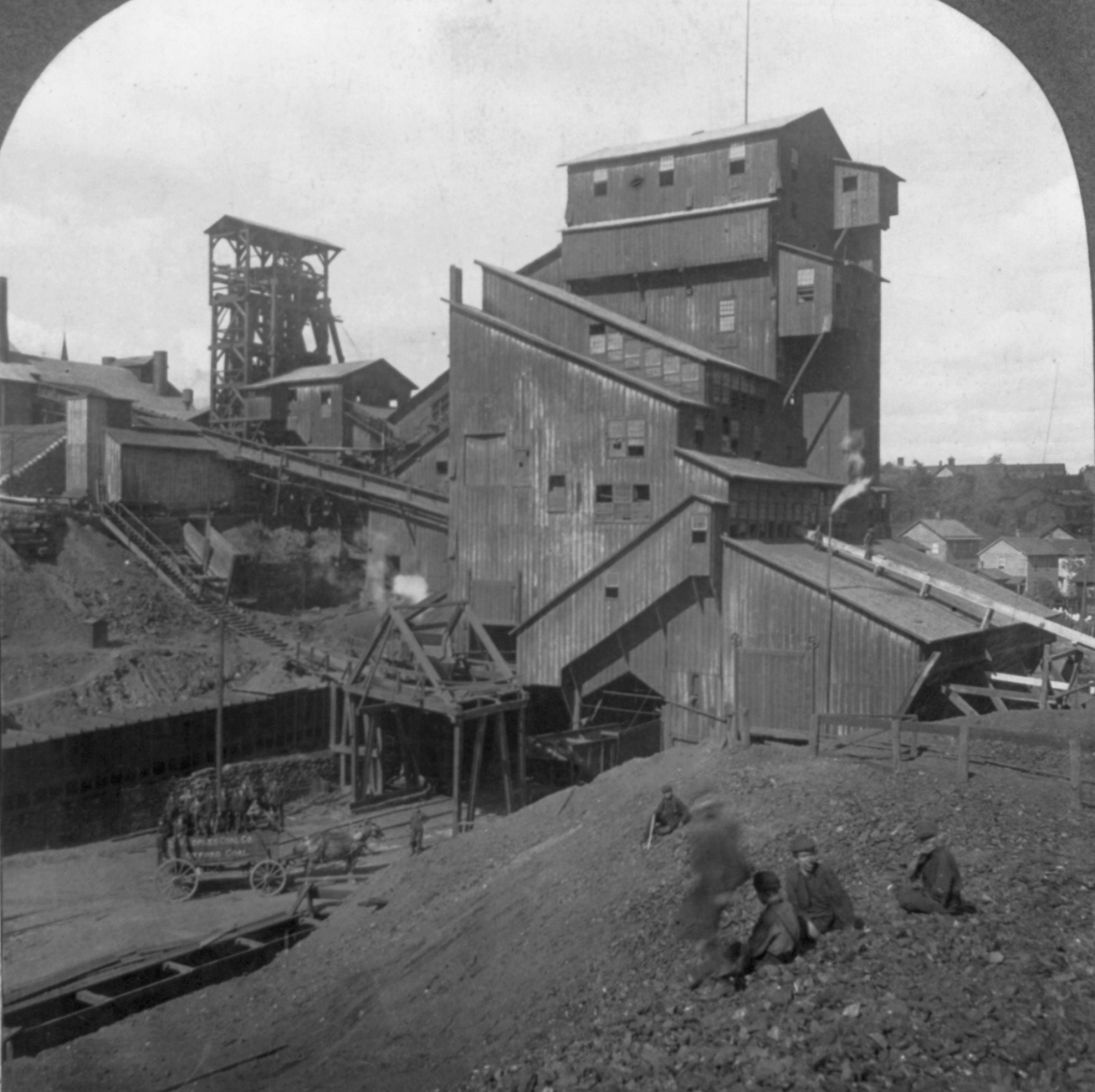
Вуглесортувальня для антрацитового вугілля, Пенсильванія, США, 1905

Вуглесортувальня (рос. углесортировка, англ. coal sorter, нім. Kohlensortierung f) — промислове підприємство, яке входить до складу шахти, для розсортування вугілля на класи, а також його попереднього збагачення.
Першою функцією вуглесортувальні вугілля є дроблення вугілля і сортування за крупністю, процес, відомий як дроблення і грохочення. Другою функцією вуглесортувальні є видалення домішок (таких як сланці або породи), а потім сортування вугілля на основі відсотка залишкових домішок. Сортування за розмірами особливо важливе для кам'яного вугілля. Для ефективного спалювання повітря повинно рівномірно протікати навколо антрациту. Згодом більшість кам'яного вугілля продається в єдиних розмірах за сортами.